# Knorr (efternamn)
Knorr, även von Knorr, är ett tyskt efternamn.

## Personer med efternamnet Knorr eller von Knorr
- Christian Knorr von Rosenroth (1636–1689), tysk teolog, orientalist och psalmförfattare
- Eduard von Knorr (1840–1920), tysk general
- Geoff Knorr (född 1985), amerikansk spelkompositör
- Hugo Knorr (1834–1904), tysk landskapsmålare
- Iwan Knorr (1853–1916), tysk tonsättare och musikpedagog
- Julius Knorr (musiker) (1807–1861), tysk pianopedagog
- Juri Knorr (född 2000), tysk handbollsspelare
- Ludwig Knorr (1859–1921), tysk kemist
- Nathan Homer Knorr (1905–1977), amerikansk ledare av Jehovas vittnen
- Theresa Knorr (född 1946), amerikansk morddömd kvinna
- Thomas Knorr  (född 1971), tysk handbollsspelare